# Ledena dvorana Zlatno polje
Ledena dvorana Zlatno polje je unutarnje sportsko borilište u slovenskom Kranju. Kapaciteta je 1000 gledatelja. Koristi ju hokejski klub Triglav iz Kranja.